# Anicetus chinensis
Anicetus chinensis är en stekelart som beskrevs av Girault 1916. Anicetus chinensis ingår i släktet Anicetus och familjen sköldlussteklar.
Artens utbredningsområde är Filippinerna. Inga underarter finns listade i Catalogue of Life.